# DreamWorks Records
DreamWorks Records was de muziekdistributiedivisie van DreamWorks SKG. In oktober 2003 werd het verkocht aan Universal Music en sindsdien bestond DreamWorks Records alleen nog als label genaamd DreamWorks Nashville Records. Op 31 augustus 2005 werd ook dit label beëindigd en de artiesten werden ondergebracht onder Geffen Records, waaronder Nelly Furtado, Lifehouse en Rise Against. Dit is ironisch, omdat David Geffen zijn Geffen Records aan Universal verkocht om een paar maanden later DreamWorks mede op te richten.